# 투구게
투구게(영어: tri-spine horseshoe crab, 학명: Tachypleus tridentatus 타크히플레우스 트리덴타투스[*])는 협각아문에 속하는 절지동물이다. 이름과 달리, 이들은 게들보다 거미, 진드기, 전갈에 더 가깝다. 얕은 연안의 부드러운 모래질/점토질 환경에 살고 알은 조간대에 낳는다.  일본의 세토 내해 주변과 동해(베트남), 한국 등에 분포한다. 같은 과에 속해있는 종이 멕시코만, 북대서양연안, 인도에서 발견된다. 최근에는 남획과 주 서식지인 연안 파괴로 그 수가 줄고 있다. 동남아시아에서는 식용, 낚시 미끼, 비료 등으로 사용한다. 다른 중요한 용도로는 대서양 투구게의 피를 뽑아 의료도구의 내독소 검사에 사용한다. 형태가 거의 변하지 않아 살아있는 화석이라고도 한다. 또한 멸종한 삼엽충과 가장 가까운 형태를 가지고 있다. 투구게 종 중 Carcinoscorpius rotundicauda는 테트로도톡신을 가지고 있다.

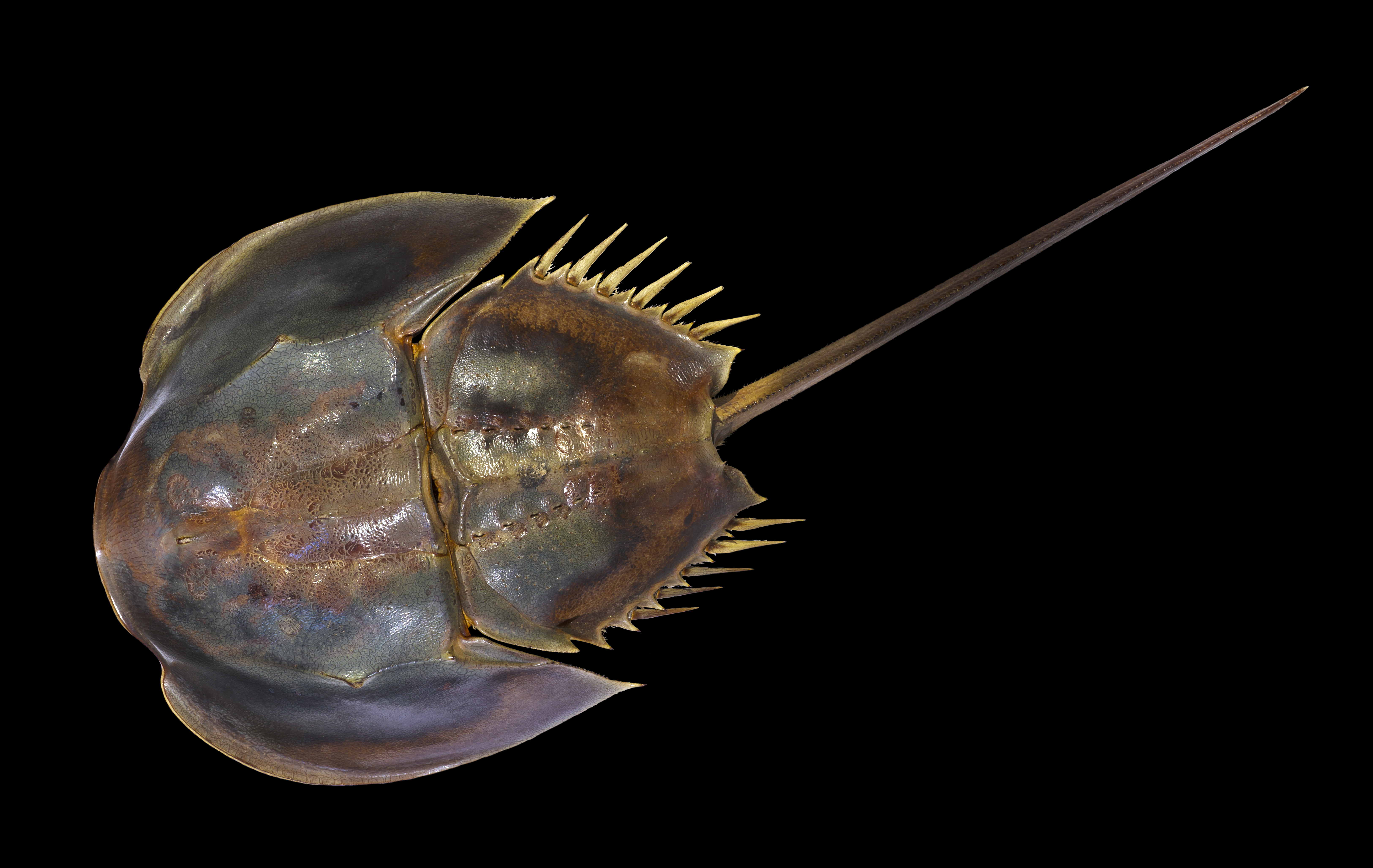
등쪽
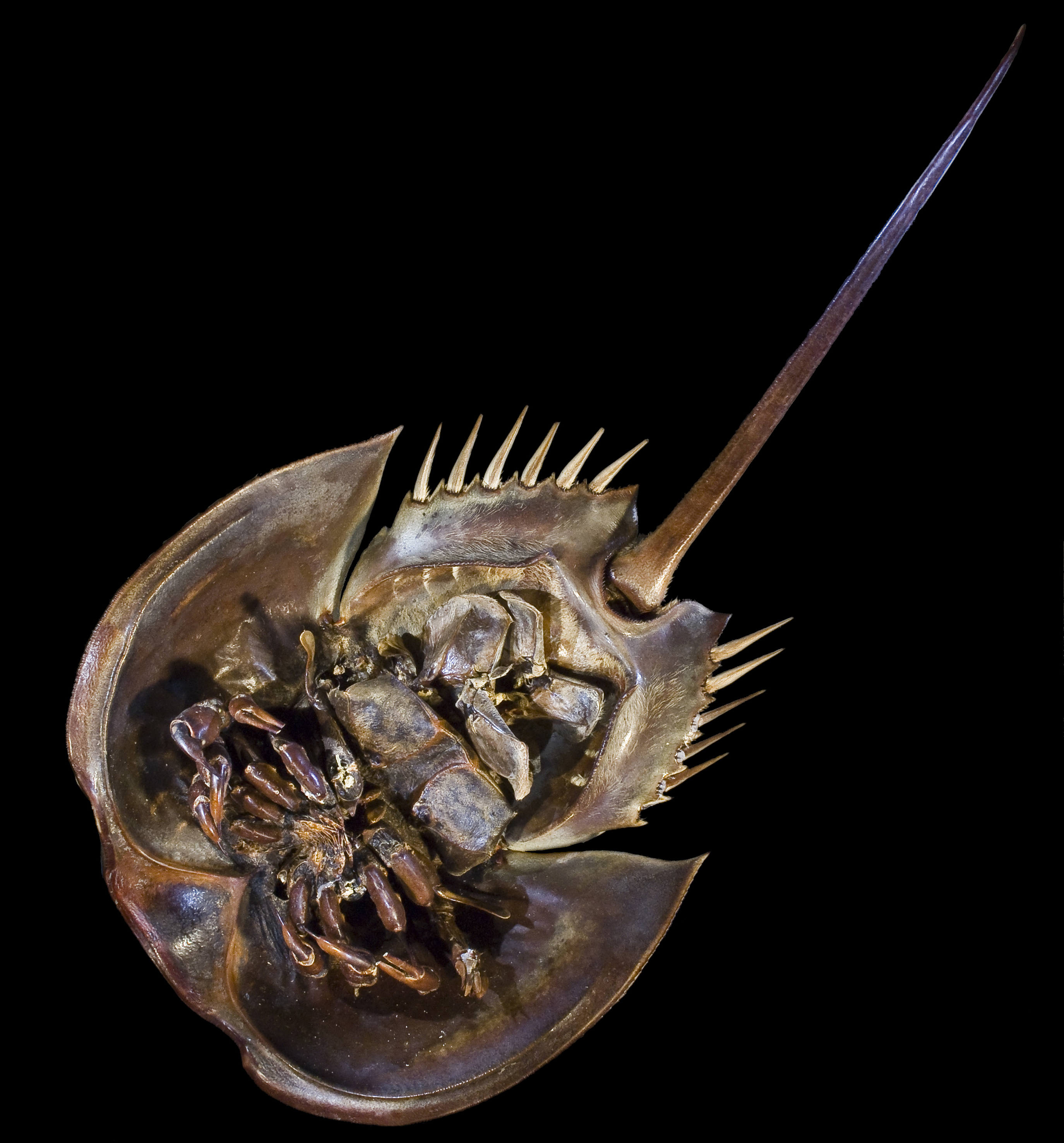
배쪽
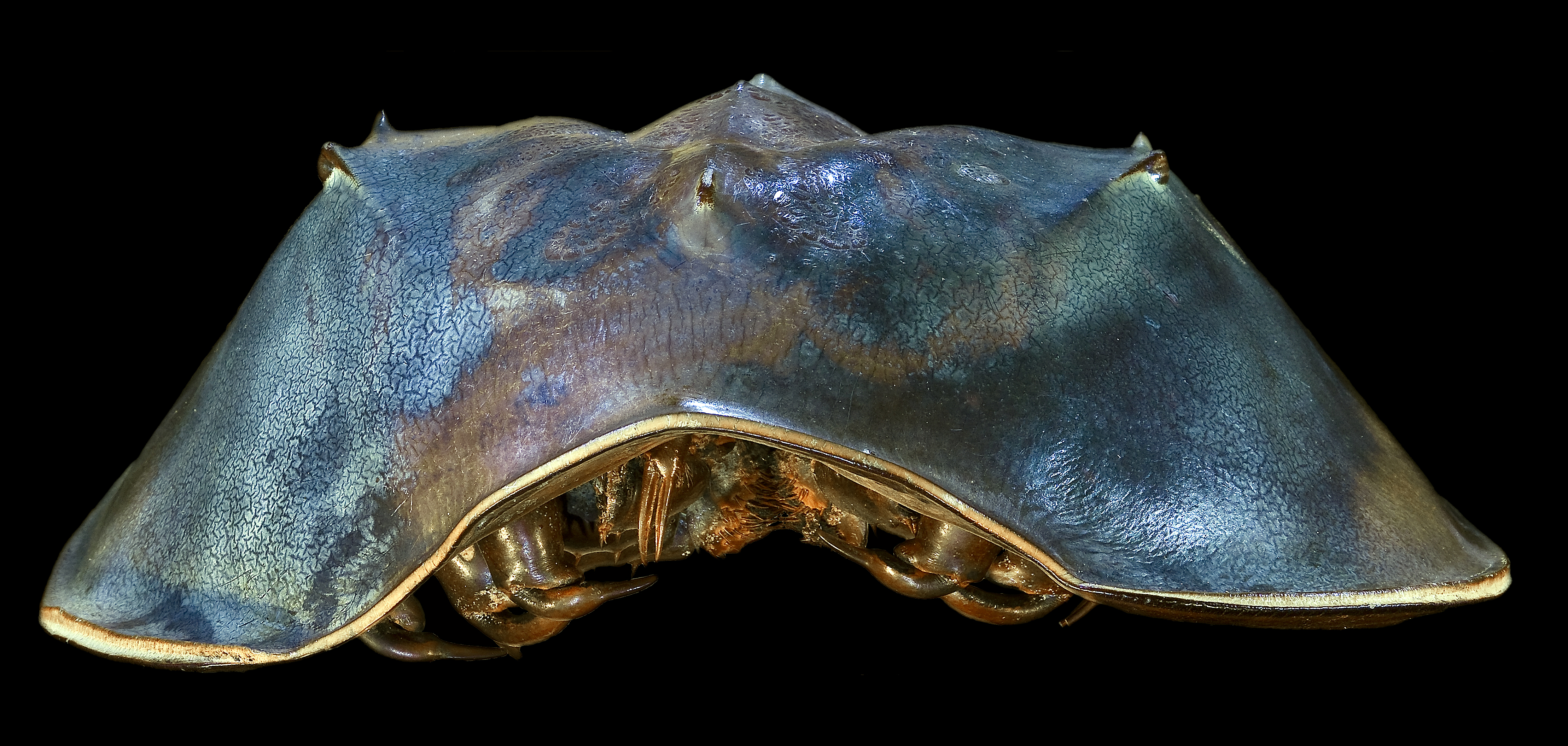
,앞

## 분류
투구게는 갑각류와 비슷하지만 절지동물인 Chelicerata의 별도 아문에 속한다.  투구게는 현존하는 가장 큰 절지동물을 포함하는 멸종된 eurypterids(바다 전갈)와 밀접한 관련이 있으며, 이 둘은 자매군일 수 있다.  어떤 연구에서는 메로스토마타(Merostomata)라고 하는 그룹의 거미류에 eurypterids를 더 가깝게 배치하기도 했다. 아직 정확한 근연관계가 밝혀지지 않은 Chasmataspidids도 투구게와 밀접한 관련이 있다고 생각된다. 가장 초기의 투구게 화석은 대략 4억 8천만 년 전인 Lower Ordovician 시대의 지층에서 발견되었다.
Limulidae는 Xiphosura 목의 유일한 최근 과이며 4종의 투구게를 모두 포함한다.
- Carcinoscorpius rotundicauda. 남아시아와 동남아시아에서 발견된다.

- Limulus polyphemus. 대서양 또는 미국 편자게는 미국 대서양 연안과 멕시코 남동부를 따라 발견된다.

- Tachypleus gigas. 인도 태평양, 인도네시아, 인도, 남아시아 및 동남아시아에서 발견된다.

- Tachypleus tridentatus. 중국, 일본 또는 동남아시아 및 동아시아에서 발견된다.

## 역사
16세기 영국의 생물학자 토마스 해리엇이 1590년 출판한 책에서 아메리카 인디언들이 철 대신 투구게 꼬리를 이용하여 낚시 도구를 만들었다고 한다.
19세기 후반, 신대륙의 농업용 비료 확보로 인해 포획량이 급증했으나 다시 화학 비료로 인해 감소했다. 그러나 20세기 해양 고둥을 잡기 위한 미끼로 다시 포획량이 증가했고, 법률적 장치로 인해 멸종은 피할 수 있었다.
그러나 투구게가 가지는 면역적인 특성으로 인해 1970년대에 LAL(limulus amoebocyte lysate) Test 등이 등장하였고, 이를 통해 내독소 검출이 가능해 짐으로서 다수의 투구게가 약 30%의 혈액을 추출당하고 다시 버려진다. 이 과정에서 약 10~15%의 투구게가 스트레스로 죽는다.

## 면역 특성

### 내독소 검사
투구게의 혈액은 세균을 주입할 시 응고 반응을 일으킨다. 이는 절지동물의 대다수가 가지는 특징 중 하나로 변형 세포라는 고유한 세포가 내독소와의 반응을 일으킨다는 것이다. 변형 세포는 큰 과립과 작은 과립으로 이루어져 있으며, 큰 과립이 응고 물질을 배출하고 이어서 작은 과립이 항균성 물질을 배출한다. 이 과정이 반복되며 응집원은 응집소로 변한다.

### 검사의 단점
투구게 내독소 검사는 감염원이 그람 음성균으로부터 있는지 알기 위함인데, 다른 발열원(그람 양성균, 곰팡이, 바이러스 등)을 걸러내지 못한다. 그래서 대체 요법으로 토끼를 사용한 검사, 사람의 혈액을 이용하는 검사 등을 함께 사용하고 있다.

## 같이 보기
- 거미
- 삼엽충
- 절지동물